# Dysschema turbida
Dysschema turbida är en fjärilsart som beskrevs av Jacob Hübner 1831. Dysschema turbida ingår i släktet Dysschema och familjen björnspinnare. Inga underarter finns listade i Catalogue of Life.